# Phare de Pointe-au-Père
Der Phare de Pointe-au-Père ist ein Leuchtturm in Pointe-au-Père (heute eingemeindet in Rimouski) in der Provinz Québec, Kanada. Er liegt an der südlichen Küste des Ästuars des Sankt-Lorenz-Stroms.

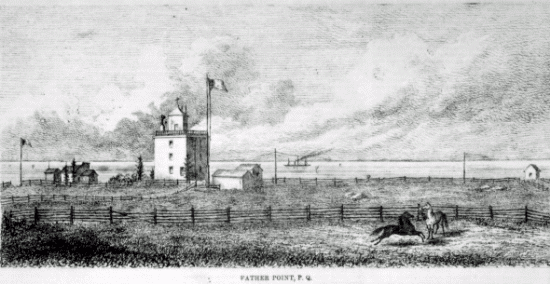
2. Leuchtturm von Pointe-au-Père in 1873

Der erste Leuchtturm wurde 1859 errichtet. 1867 wurde der zweite Leuchtturm, ein gemauerter quadratischer Turm, gebaut. Der jetzige Leuchtturm ist der dritte an dieser Stelle und wurde 1909 fertiggestellt. Mit seinen fast 33 Metern Höhe ist er der zweithöchste Leuchtturm im östlichen Kanada. Die Form des Bauwerks ist charakteristisch gehalten. Die Zylinderform des Turms an sich verwendet außen acht Strebepfeiler aus Beton. 1975 wurde der Leuchtturm außer Betrieb genommen und durch eine vollautomatische Leuchtturmlampe auf einem nahen Stahlpfeiler ersetzt.
Neben dem Leuchtturm befand sich eine Hafenanlage mit Eisenbahnanschluss sowie bis 1959 die Lotsenstation für die Navigation zwischen Rimouski und Québec. Der Ort wurde früher auf Englisch auch „Father's Point“ genannt.
Der Leuchtturm und die umliegenden Gebäude sind als historisches Gebäude geschützt. Das Areal und der Leuchtturm sind mittlerweile für Touristen zugänglich als Teil des Musée de la mer (Museum des Meers), das sich neben der Geschichte des Leuchtturms und der Lotsenstation auch dem in der Nähe stattgefundenen Untergang der Empress of Ireland widmet.